# 帕罗拉
帕罗拉（Parola），是印度马哈拉施特拉邦Jalgaon县的一个城镇。总人口34800（2001年）。

## 人口
该地2001年总人口34800人，其中男性18010人，女性16790人；0—6岁人口4656人，其中男2463人，女2193人；识字率68.72%，其中男性为75.66%，女性为61.27%。